# Bicameralism

Albastru: Țări cu legislativ bicameral
Portocaliu: Țări cu legislativ unicameral
Negru: Țări fără legislativ
Gri: Date lipsă.

Prin bicameralism se înțelege organizarea parlamentului unui stat în două camere. Acestea pot avea atribuții și îndatoriri diferite și pot fi alcătuite prin mecanisme distincte, fie prin vot universal direct, vot indirect sau prin numire. Sistemul alternativ cu numai o singură cameră se numește unicameralism.

## Denumirea camerelor
Camerele unui parlament bicameral pot fi denumite în funcție de importanța lor sau de puterea lor decizională. Deseori, prima cameră este cea aleasă direct de electorat și este camera cu puterea decizională mai mare. Aceasta poartă totuși din motive istorice într-un număr de state denumirea de cameră inferioară. Alte denumiri uzuale pentru această cameră a parlamentului sunt camera reprezentanților (cum este numită în SUA), Camera Comunelor (Regatul Unit), dieta federală (Germania)
sau adunarea națională (Franța). În România, camera poartă denumirea de camera deputaților.
A doua cameră, cunoscută și sub numele de camera superioară, este de regulă mai puțin numeroasă și a fost istoric vorbind constituită pentru a fi organul reprezentativ al stărilor privilegiate, cum ar fi nobilimea sau clerul. În statele federale, este camera care reprezintă statele federale. Totuși, există și state moderne unitare care au păstrat camera superioară ca parte a legislativului: Republica Cehă, Filipine, Irlanda, România sau Țările de Jos. Această cameră poartă denumirile de senat (Franța, România, SUA) sau consiliu federal (Germania). În Regatul Unit este numită camera lorzilor.

## Atribuțiile camerelor
Atribuțiile celor două camere depind de sistemul de organizare a statului. Acestea pot avea sau roluri similare în procesul legislativ sau pot fi alcătuite diferit și avea atribuții drastic diferite. În vreme ce camera inferioară este aleasă prin vot universal direct de către electorat în mai toate cazurile și este responsabilă pentru legiferare, sunt răspândite următoarele variante de organizare a camerei superioare:
- În varianta organizării camerelor cu atribuții diferite, camera superioară nu este de regulă aleasă direct de electorat. Aceasta poate fi aleasă indirect de oficiali, sau chiar și numită. Deseori se ține seama de structura federală a unui stat în alcătuirea camerei superioare, sau, mai rar, de cler sau de aristocrație. În ziua de astăzi, o cameră superioară astfel alcătuită are o influență limitată asupra legiferării.

- Alternativ, camera superioară poate fi organizată cu atribuții similare camerei inferioare. În acest caz, și camera superioară este aleasă prin vot de electorat și are rolul de a pondera și confirma deciziile luate în camera inferioară.

Cele două camere își desfășoară activitatea de cele mai multe ori separat. Unele state prevăd așa-numitele ședințe plenare, în care cele două camere se reunesc cu un anume scop.

## Critică
Critica principală la un sistem bicameral este tendința de a împiedica implementarea unei politici flexibile. Camerele se pot bloca una pe alta, mai ales dacă formațiunile politice care dețin majoritatea în cele două camere sunt diferite. Totuși, din perspectiva separării puterilor în stat, o asemenea blocare poate fi văzută și ca pozitivă, împiedicând formarea unei "tiranii parlamentare".